# دیکالب (میزوری)
دیکالب (به انگلیسی: De Kalb) یک شهر در ایالات متحده آمریکا است که در شهرستان بیوکانان، میزوری واقع شده‌است. دیکالب ۰٫۶۵ کیلومتر مربع مساحت و ۲۲۰ نفر جمعیت دارد و ۳۴۹ متر بالاتر از سطح دریا واقع شده‌است.